# Barbacoll becgròs occidental
El barbacoll becgròs occidental (Notharchus hyperrhynchus) és una espècie d'ocell de la família dels bucònids (Bucconidae) que habita sabanes i boscos oberts des del sud de Mèxic, cap al sud, a través d'Amèrica Central fins a la conca de l'Amazones, al Brasil i el nord-est de Bolívia.

## Taxonomia
Aquest ocell era considerat dins Notharchus macrorhynchos fins a la proposta d'escissió del SACC, arran els treballs de Rasmussen et Collar 2002.
S'han descrit tres subespècies:
- N. h. hyperrhynchus (Sclater PL, 1856).
- N. h. cryptoleucus van Rossem, 1934.
- N. h. paraensis Sassi, 1932.